# Borel-Cantelli-Lemma
Das Borel-Cantelli-Lemma, manchmal auch Borel’sches Null-Eins-Gesetz, (nach Émile Borel und Francesco Cantelli) ist ein Satz der Wahrscheinlichkeitstheorie. Es ist oftmals hilfreich bei der Untersuchung auf fast sichere Konvergenz von Zufallsvariablen und wird daher für den Beweis des starken Gesetzes der großen Zahlen verwendet. Eine weitere, veranschaulichende Anwendung des Lemmas ist das Infinite-Monkey-Theorem. Das Lemma besteht aus zwei Teilen, wobei der „klassische“ Satz von Borel-Cantelli nur den ersten Teil enthält. Der zweite ist eine Erweiterung und stammt von Paul Erdős und Alfréd Rényi.

## Aussage des Lemmas

### Formulierung
Das Borel-Cantelli-Lemma besagt Folgendes:
Es sei {\displaystyle (A_{n})_{n\in \mathbb {N} }} eine unendliche Folge von Ereignissen eines Wahrscheinlichkeitsraums {\displaystyle (\Omega ,{\mathcal {A}},\operatorname {P} )}.
Dann gilt:
1. Ist die Summe der Wahrscheinlichkeiten der {\displaystyle A_{n}} endlich, so ist die Wahrscheinlichkeit des Limes superior der {\displaystyle A_{n}} gleich 0.
2. Ist die Summe der Wahrscheinlichkeiten der {\displaystyle A_{n}} unendlich und sind die Ereignisse {\displaystyle A_{n}}  paarweise unabhängig, so ist die Wahrscheinlichkeit des limes superior der {\displaystyle A_{n}} gleich 1.

Da die Aussage von der Form ist, dass die Wahrscheinlichkeit einer Menge, hier des limes superior, entweder 0 oder 1 ist, zählt das Borel-Cantelli-Lemma zu den 0-1-Gesetzen.

### Formale Aussage
Symbolisch: Für
{\displaystyle A=\limsup _{n\rightarrow \infty }{A_{n}}=\bigcap _{n=1}^{\infty }\bigcup _{i=n}^{\infty }A_{i}=\{A_{n}{\rm {{\,\,unendlich\,\,oft}\}}}}
{\displaystyle =\{\omega \in \Omega :\omega \in A_{n}{\rm {{\,\,f{\ddot {u}}r\,\,unendlich\,\,viele\,\,}n\in \mathbb {N} \}}}}
gilt:
1. {\displaystyle \sum _{n\geq 1}P(A_{n})<\infty \Rightarrow P(A)=0}
2. {\displaystyle \sum _{n\geq 1}P(A_{n})=\infty } und die {\displaystyle A_{n}} sind paarweise unabhängig {\displaystyle \Rightarrow P(A)=1}

### Zum Beweis
Die klassische Aussage 1. kann so bewiesen werden:
Die Wahrscheinlichkeit, dass irgendein Ereignis {\displaystyle A_{k}} mit {\displaystyle k\geq n} eintritt, ist nicht größer als {\displaystyle \sum _{k=n}^{\infty }P(A_{k})} und strebt wegen der vorausgesetzten Konvergenz der Summe gegen 0 für {\displaystyle n\to \infty }.
Der Limes superior der {\displaystyle A_{n}} ist das Ereignis, dass unendlich viele {\displaystyle A_{n}} eintreten, und ist ein Teilereignis von jedem der im vorigen Satz erwähnten Ereignisse, und seine Wahrscheinlichkeit ist somit nicht größer als sämtliche Glieder einer Nullfolge, also 0, was zu beweisen war.

### Bemerkungen
Die Umkehrung von Aussage (1) ist nicht wahr. Betrachte hierzu den Wahrscheinlichkeitsraum {\displaystyle (\Omega ,{\mathcal {A}},P)=([0,1],{\mathcal {B}}([0,1]),\lambda |_{[0,1]})} und die Mengenfolge {\displaystyle A_{n}=\left[0,{\frac {1}{n}}\right]} mit {\displaystyle n\in \mathbb {N} }. Es gilt {\displaystyle A_{n}\downarrow A=\{0\}}, daher ist {\displaystyle P(\limsup \limits _{n\to \infty }A_{n})=0}, obwohl {\displaystyle \sum \limits _{n=1}^{\infty }P(A_{n})=\sum \limits _{n=1}^{\infty }{\frac {1}{n}}=\infty }. Dies liefert auch gleich ein Beispiel dafür, dass die paarweise Unabhängigkeit in (2) unerlässlich ist.

## Anwendung
Aus dem Lemma von Borel-Cantelli ergibt sich folgendes nützliche Kriterium für die fast sichere Konvergenz von Zufallsvariablen:
Sei {\displaystyle X} eine Zufallsvariable und {\displaystyle (X_{n})_{n\in \mathbb {N} }} eine Folge von Zufallsvariablen über einem gewissen Wahrscheinlichkeitsraum
{\displaystyle (\Omega ,{\mathcal {F}},P)}.
Wenn
{\displaystyle \sum _{n=1}^{\infty }P(|X_{n}-X|>\varepsilon )<\infty }
für jedes {\displaystyle \varepsilon >0}, dann gilt {\displaystyle X_{n}\rightarrow X} fast sicher.

## Gegenstück zum Borel-Cantelli-Lemma
Ein nützliches „Gegenstück“ zum Borel-Cantelli-Lemma ersetzt die paarweise Unabhängigkeit der {\displaystyle (A_{k})}, die in der zweiten Version vorausgesetzt wird, durch eine Monotoniehypothese für alle hinreichend großen Indizes k. Dieses Lemma besagt:

Sei {\displaystyle (A_{k})} eine Folge von Ereignissen, die {\displaystyle A_{k}\subseteq A_{k+1}} für alle hinreichend großen k erfüllt,
und sei {\displaystyle {\bar {A}}} das komplementäre Ereignis zu {\displaystyle A}. Dann treten unendlich viele {\displaystyle A_{k}} mit Wahrscheinlichkeit 1 ein dann und nur dann, wenn eine strikt monoton wachsende Folge {\displaystyle (t_{k})_{k\in \mathbb {N} }} existiert mit
{\displaystyle \sum _{k\in \mathbb {N} }P(A_{t_{k+1}}\vert {\bar {A}}_{t_{k}})=\infty .}
Dieses Resultat ist hilfreich bei Problemen, die Eintrittswahrscheinlichkeiten betreffen, so z. B. die Frage, ob ein stochastischer Prozess mit Wahrscheinlichkeit 1 in eine gewisse Zustandsmenge eintritt. Die Zustandsmenge wird als absorbierend definiert, was die Monotonie impliziert, und eine geschickte Wahl der Folge {\displaystyle (t_{k})_{k\in \mathbb {N} }} liefert dann oft schnell die Antwort.